# Рыпонкича
Рыпонкича (от айн. репун «открытое море»; яп.  Руйпонкитя) — один из двух островов субархипелага Ушишир (северный), средней группы Большой гряды Курильских островов. Административно входит в Северо-Курильский городской округ Сахалинской области. Необитаем.

## Название
Название о. Рыпонкича происходит от айнского репун — «открытое море», «голомя» — и противопоставляется названию соседнего о.Янкича (от айнского янкэ — «возвышаться»). Та же дихотомия, отражающая айнский взгляд на более высокий остров как осевой, а более низкий как «мористый», голомянистую окраину, наблюдается в айнских названиях островов Чёрные Братья (Требунго-Чирпой и Янги-Чирпой).
Та же смысловая пара («гористый остров» — «мористый остров») прослеживается в айнских названиях соседствующих друг с другом островов Ребун и Рисири у северо-западного побережья Хоккайдо.

## География и геология
Остров Рыпонкича находится на северо-востоке субархипелага Ушишир, по площади он примерно в 3 раза меньше расположенного в 0,5 км к юго-западу острова Янкича.
Остров имеет форму вытянутого с северо-востока на юго-запад ромба длиной около 2 км и шириной около 1 км. Поверхность пологая, плавно поднимается с 60 м над уровнем моря в северо-восточной части острова до 121 м на юго-западе.
В непосредственной близости, в 5 км к северо-востоку от острова расположен субархипелаг Среднего.

## История

### В Российской империи
Во времена гидрографических описаний конца 18 — начала 19 века вкупе с островом Янкича (и группой островов Среднего) в восприятии местных жителей учитывался как единый условный остров Четырнадцатый.
Краткое описание острова как северной составляющей субархипелага Ушишир имеется у Г.И. Шелихова в его «Путешествии г. Шелехова с 1783 по 1790 год из Охотска по Восточному Океану к Американским берегам...»:

...берега (острова) состоят из утесов на подобие яру, а поверьхность оного ровное место с увалами, где местами ростет всякая трава; по средине оного ростет довольно Морошки; зверей не водится ни каких.
Симодский трактат 1855 года признал права Российской империи на остров.

### В составе Японии
В 1875 году по Санкт-Петербургскому договору остров, как и все находившиеся под российской властью Курилы, был передан Японии в обмен признание российских прав на Сахалин.
Согласно административно-территориальному делению Японии остров стал относиться к уезду (гуну) Симусиру (т.е. Симушир в японском произношении), который охватывал не только сам Симушир, но и все острова на север до Райкоке. Уезд в свою очередь входил с 1876 по 1882 год в состав провинции Тисима под управлением Комиссии по колонизации Хоккайдо; с 1882 до 1886 года — в состав префектуры Нэмуро, после — префектуры Хоккайдо.

### В составе СССР/РСФСР-России
В 1945 году по итогам Второй мировой войны остров перешёл под юрисдикцию СССР.
2 февраля 1946 года включён в состав Южно-Сахалинской области.
2 января 1947 года включён в состав Сахалинской области РСФСР.
С 1991 года в составе России, как страны-правопреемницы СССР.

### Особая позиция Японии по территориальной принадлежности острова
Используя в территориальном споре с Россией фактор Сан-Францисского мирного договора 1951 года, который не был подписан СССР, японское правительство, тем не менее, опирается на те варианты толкований договоренностей между союзниками — СССР, США, Великобританией и Китаем — которые подкрепляют японскую позицию. В частности, поскольку в Сан-Францисском договоре не оговаривается, в пользу какого государства Япония отказывается от своих прав на Курилы, принадлежность острова, по мнению японского правительства, до сих пор не определена, а за Россией признаётся лишь «фактический контроль».

## Животный мир
На острове очень много птиц, встречаются такие редкие виды как краснозобый конёк, большой улит, зимняк, конюга.